# Selecció d'hoquei sobre patins femenina de França
La selecció d'hoquei sobre patins femenina de França representa la Federació Francesa de Patinatge (FFRS) en competicions internacionals d'hoquei sobre patins. La Federació Francesa es va fundar l'any 1910.
Ha guanyat una vegada el Campionat d'Europa.

## Palmarès
- 1 Campionat d'Europa : 2005.

## Equip actual
Selecció a la Blanes Golden Cup 2010
| - Flora Michoud-Godard (p) - Camille Beney - Emilie Couderc - Vanessa Daribo - Frédérique Denest |  | - Sandra Drouhet - Julie Lafourcade - Adeline Leborgne - Solène Voltzenlugel - Agnes Ferret(p) |  |  |

- Seleccionador: Stéphane Herin